# Christine a Franței
Christine a Franței (franceză Christine de France) (n. 10 februarie 1606 - d. 27 decembrie 1663) a fost regentă a Savoiei între 1637 și 1663.
Christine s-a născut la Paris, a fost fiica regelui Henric al IV-lea al Franței și a celei de-a doua soții, Maria de Medici. Ca fiică de rege, ea a fost Fiică a Franței. Era sora mai mică a lui Ludovic al XIII-lea al Franței și a Elisabetei de Bourbon, regină a Spaniei, și sora mai mică a lui Gaston, Duce de Orléans și a Henriettei Maria, regină a Angliei.
S-a căsătorit cu Victor Amadeus I, Duce de Savoia pe 10 februarie 1619 la Paris. Soțul său era fiul lui Charles Emmanuel I, Duce de Savoia și al soției sale Caterina Micaela a Spaniei. Caterina Micaela era la rândul ei fiica lui Filip al II-lea al Spaniei și a Elisabetei de Valois. Victor Amadeus a devenit Duce după moartea tatălui său în 1630 dar a murit în 1637. Christine a Franței a devenit regentă pentru cei doi fii ai săi: Francis Hyacinth și Charles Emmanuel II.
Maurice de Savoia împreună cu fratele său mai mic Thomas și-au disputat puterea cu cumnata lor Christine. Când primul ei fiu, Francis Hyacinth, a murit în 1638, ambii frați au început războiul civil piemontez având suport spaniol. Cele două partide au fost numite principisti (suporteri ai prinților) și madamisti (suporteri ai regentei).
După patru ani de lupte, Christine a fost victorioasă grație suportului militar francez. Nu numai că a păstrat ducatul pentru fiul ei dar ea a împiedicat Franța să dețină prea multă putere în Ducat. Când pacea a fost încheiată în 1642, Maurice s-a căsătorit cu nepoata sa în vârstă de paisprezece ani, Louise Christine, abandonând titlul de cardinal. Christine a condus Ducatul de Savoia până când fiul ei a putut prelua puterea. 
A murit la Torino în 1663.

## Copii
- Ludovic Amadeus (1622 - 1628)
- Louise Christine (27 iulie 1629 - 14 mai 1692), căsătorită cu unchiul ei Maurice de Savoia
- Francis Hyacinth (14 septembrie 1632 - 4 octombrie 1638), Duce de Savoia
- Charles Emmanuel II (20 iunie 1634 - 12 iunie 1675), Duce de Savoia
- Margaret Yolande (15 noiembrie 1635 - 29 aprilie 1663), căsătorită cu Ranuccio II Farnese, Duce de Parma
- Adelaide Henrietta (6 noiembrie 1636 - 18 martie 1676), căsătorită cu Ferdinand Maria de Wittelsbach, Elector de Bavaria
- Catherine Beatrice (6 noiembrie 1636 - 26 august 1637)

## Arbore genealogic
1. ↑  RKDartists, accesat în 20 septembrie 2022
2. ↑  IdRef, accesat în 2 mai 2020